# پینتسویل (کنتاکی)
پینتسویل (به انگلیسی: Paintsville) شهری در ایالت کنتاکی کشور ایالات متحده آمریکا است که جمعیت آن در سرشماری سال ۲۰۱۰ میلادی، ۳٬۴۵۹ نفر بوده‌است.